# Potsjepcultuur
De Potsjepcultuur was een archeologische cultuur uit de ijzertijd of, volgens een andere interpretatie, een van de lokale groepen van late Zaroebyntsi-stes. Ze werd voor het eerst geïsoleerd in het Desna--bekken in de jaren zestig door de Sovjet-archeoloog Anatoli Ambroz. 
De cultuur vormde zich in de 1e eeuw na Christus uit de synthese van elementen van de Joechnovo- en Zaroebyntsi-culturen, als resultaat van de hervestiging van afstammelingen van Zaroebintsi-stammen van de Midden-Dnjepr-regio naar de Desna-regio. De bovenste chronologische grens van de Potsjepcultuur is niet bepaald. 
In het zuidwesten gingen de dragers van de Potsjepcultuur over in de Kievcultuur, welke een duidelijk ander karakter had en gezien wordt als vroeg-Slavisch. De oostelijke Potsjep-mensen trokken (waarschijnlijk onder aanvallen van de Sarmaten) naar het noorden, naar het gebied van de Boven-Okacultuur. Door de vermenging van deze culturen ontstond de Mosjtsjinycultuur. 
Vladimir Toporov zag in de dragers van de Potsjep- en Mosjtsjiny-culturen de voorouders van de Goljaden.